# Де Тот, Андре
Андре Де Тот (англ. André De Toth, настоящие имя и фамилия Эндре Антал Михай Шашвари Фаркашфальви Тотфалуши Тот, венг. Sâsvári Farkasfalvi Tóthfalusi Tóth Endre Antal Mihály; 1912—2002) — австро-венгерский и американский кинорежиссёр, известный своими неприукрашенными фильмами категории В, поставленными в 1940-50-х годах.
«Де Тот завоевал признание как искусный режиссёр, фильмы которого, особенно, его вестерны и фильмы нуар, со временем были высоко оценены за свой мрачный, психологический подход». «Он стал известен благодаря своим жёстким, острым и бескомпромиссным картинам, будь то вестерны или городские криминальные драмы, и не проявлял никакого сожаления при показе насилия в настолько реалистической манере, насколько это было возможно, что было необычным и отчасти спорным подходом в то время».
Де Тот был режиссёром таких запоминающихся жанровых картин, как фильмы нуар «Западня» (1948) и «Волна преступности» (1954), вестерн «Индейский воин» (1955), военный триллер «Грязная игра» (1968), и, вероятно, «лучшего из когда-либо сделанных трёхмерных фильмов „Дом восковых фигур“ (1953)». «Более всего Де Тот известен своими трёхмерными фильмами 1950-х годов — „Дом восковых фигур“ (1953) и „Незнакомец с револьвером“ (1953). Тот факт, что Де Тот в молодости потерял один глаз, не уменьшил его восхищения перед стереоскопической киносъёмкой, которое он испытывал на протяжении всей жизни, а также уровень его знаний в этой области».
Так пишет Turner Classic Movies, Де Тот — «подлинно живописный персонаж, одноглазый режиссёр, который был уклончив в интервью, особенно, в отношении ранних лет своей жизни и карьеры, а также своего брака с экранной сиреной Вероникой Лейк».

## Ранние годы
Андре Де Тот родился 15 мая 1912 года в городе Мако, Королевство Венгрия, которое в то время было частью Австро-Венгерской империи. Сын бывшего гусара, ставшего инженером-строителем, Де Тот разочаровал своего отца, когда решил отказаться от военной карьеры.
По словам Де Тота, уже в раннем возрасте он проявил художественный талант, проведя свою первую персональную художественную выставку, ещё будучи подростком (по его словам, он позднее уничтожил свои картины и скульптуры). Первая выставка его картин и скульптур состоялась, когда ему было 14 лет, а его первая пьеса была поставлена, когда ему было 18 лет.
Во время учёбы в Королевском Венгерском университете в Дебрецене Де Тот написал несколько пьес, которые принесли ему известность. Это привлекло к нему внимание знаменитого венгерского драматурга Ференца Мольнара, который ввёл его в театральный мир Будапешта. Получив диплом юриста, Де Тот отказался от занятий юриспруденцией и ушёл в венгерскую киноиндустрию, где работал сценаристом, ассистентом режиссёра, монтажёром и время от времени актёром, пока не дорос до режиссёра в 1938 году.
После того, как Де Тот под именем Эндре Тот (Endre Toth) поставил в Венгрии пять полнометражных фильмов в течение одного 1939 года, его земляк, влиятельный режиссёр и продюсер Александр Корда пригласил Де Тота в Англию, где дал ему работу ассистента режиссёра на своём фильме «Багдадский вор» (1940).

## Работа в 1940-е годы
В 1942 году Де Тот эмигрировал в США, где Корда организовал ему работу режиссёра второго состава на фильме «Книга джунглей» (1942).
Де Тот дебютировал как самостоятельный режиссёр с добротным пропагандистским триллером «Паспорт в Суэц» (1943) из серии картин о частном детективе по имени Одинокий волк (Уоррен Уильям), который в данном случае по заданию правительства разрушает планы нацистов завладеть секретными планами обороны Суэцкого канала.
Впечатлённый его способностями, глава студии «Коламбиа пикчерс» Гарри Кон подписал с Де Тотом контракт на один фильм, «Никто не избежит» (1944), «который положил начало подъёму в его голливудской карьере. Это насыщенная, эмоциональная драма о нацистском офицере, переосмысливающем свои поступки, восхитила своей композицией: действие фильма происходит после окончания войны, в центре внимания фильма находится процесс над нацистским палачом Вильгельмом Гриммом (Александер Нокс) в Польше. В фильме отлично используются кадры военного времени, которые служат доказательствами обвинения, они составляют основной массив фильма. Фильм по-своему предвосхитил послевоенную судебную драму Стенли Крамера „Нюрнбергский процесс“ (1961)».
В том же году Де Тот поставил психологический триллер «Тёмные воды» (1944) с участием Мерл Оберон и Франшо Тоуна, действие которого происходит на богатой изолированной усадьбе в байу Луизианы. Критики высоко оценили картину, отметив качественное стилистическое решение и способность режиссёра создавать атмосферу и нагнетать саспенс, несмотря на относительную слабость сценария.
«Однако лишь „Шомпол“ (1947) привлёк к Де Тоту широкое внимание. Эта драма-вестерн с участием Вероники Лейк была высоко оценена за свою впечатляющую чёрно-белую операторскую работу (Расселл Харлан) и за сильную актёрскую игру. Фильм также определил то, что будет восприниматься как главная тема, которая пройдёт через всё творчество Де Тота: причудливость человеческих отношений».
Значительное признание со стороны критики Де Тоту принёс плотный, интенсивный нуаровый триллер «Западня» (1948), в котором он выступил соавтором сценария. Фильм рассказывает историю уставшего от однообразия жизни сотрудника страховой компании, который заводит роман на стороне из-за того, что на него слишком давит его идеальный образ жизни (преданная жена, сын, милый дом, успешная карьера и пр.). Это был один из первых фильмов, показывавших непрочность классической американской мечты. Режиссёр снова продемонстрировал своё умение работать с актёрами, добиваясь отличной игры от Дика Пауэлла, Джейн Уайетт, Лизабет Скотт и Рэймонда Бёрра.
Под влиянием вестернов Джона Форда, Де Тот стал работать преимущественно в этом жанре вплоть до середины 1950-х годов, часто вводя элементы нуара в этот стиль. «В вестерне „Ураган Слаттери“ (1949) одну из главных ролей сыграла его тогдашняя жена Вероника Лейк, слава которой к тому времени постепенно пошла на спад, в то время, как слава её мужа нарастала».

## Работа в 1950-е годы
В 1951 году Де Тот был номинирован на Оскар за работу над сценарием вестерна «Стрелок» (1950), «который был великолепным психологическим исследованием личности профессионального стрелка (Грегори Пек), который страдает навязчивыми воспоминаниями и пытается искупить своё прошлое».
В том же году Де Тот поставил первый из шести жёстких вестернов с Рэндольфом Скоттом — «Человек в седле» (1951), за которым последовали «Город Карсон» (1952), «Незнакомец с револьвером» (1953), «Гром над равниной» (1953), «Охотник за головами» (1954) и «Охранник дилижансов» (1954). «В 1952 году Де Тот наконец реализовал свою мечту и снял своего друга Гэри Купера в вестерне „Спрингфилдское ружьё“ (1952), но критики того времени невысоко оценили эту работу».
«Крупнейшим коммерческим хитом Де Тота стал фильм „Дом восковых фигур“ (1953), который дал старт карьере Винсента Прайса в жанре фильма ужасов. Эта картина и по сей день считается лучшим трёхмерным фильмом своего времени. В отличие от других режиссёров, которые непрофессионально относились к работе с новыми технологиями, Де Тот поставил героев и сюжет выше спецэффектов: Прайс был скульптором, который перестраивал свою коллекцию восковых фигур (погибшую при пожаре), делая статуи из жертв своих убийств. Одноглазый Де Тот был странным выбором для постановки трёхмерного фильма так как не обладал объёмным зрением, потеряв глаз в молодости, но он упорно этого добивался, настаивал, и в итоге создал самый успешный трёхмерный фильм своего времени». «Тот факт, что Де Тот видел только одним глазом, ставил его в несколько странное положение при съёмках фильма, который он не был в состоянии увидеть. Однако это ему не помешало. Фильм имел успех у критики и в прокате, и широко признан как лучших из когда-либо снятых трёхмерных фильмов». Этим фильмом Де Тот также ввёл в жанр фильма ужасов Винсента Прайса, который со временем станет неразрывно с ним связан.
За этим хитом у Де Тота последовало ещё несколько очень хороших фильмов. Лучшим среди них был нуар «Волна преступности» (1954), триллер с захватом заложницы, который выделяется великолепным стилевым решением и натурными съёмками на улицах Лос-Анджелеса, а также отличной игрой Стерлинга Хэйдена и Джина Нельсона.
«Индейский воин» (1955) был увлекательным фильмом с Кирком Дугласом в главной роли бывшего армейского разведчика, который ведёт караван повозок через опасную, суровую территорию, контролируемую индейцами. «Фильм добился похвальных отзывов за отражение жизни коренных американцев с большей глубиной, чем у других режиссёров того времени». Обратившись к социальным проблемам, Де Тот поставил неистовую драму о наркозависимости «Обезьяна на моей спине» (1957), в общих чертах написанную на основе биографии боксёра Барни Росса.
Детектив «Скрытый страх» (1957) рассказывал об американском полицейском (Джон Пейн), который приезжает в Копенгаген, чтобы расследовать убийство, в котором обвинили его сестру. Затем Де Тот перебрался в Англию, где поставил шпионский триллер времён Второй мировой войны «Двуголовый шпион» (1958).
Неистовый и стильный низкобюджетный вестерн «День преступника» (1959) рассказывал о небольшом городке в Вайоминге, в который приезжает банда преступников в бегах после ограбления банка. Бандиты во главе с бывшим офицером кавалерии (Бёрл Айвз) берут в заложники жителей городка, однако одному из них (Роберт Райан) удаётся обманным путём заманить бандитов в ловушку. «Для многих, этот фильм наилучшим образом выразил многие из характерных тем творчества Де Тота, которые были оценены киноведами только десятилетия спустя: выживание, предательство, потенциал зла и сложности человеческих взаимоотношений».

## Работа в 1960-70-е годы
В начале 1960-х годов у Де Тота стало меньше работы, и он был вынужден перейти в телережиссуру, поставив отдельные серии телесериалов «Маверик» (1960, 1 серия), «77 Сансет стрип» (1959-60, 3 серии) и «Человек с Запада» (1960, 2 серии).
Затем, во время недолгого проживания в Европе, Де Тот поставил итало-французскую историческую приключенческую драму «Монголы» (1961) о вторжении армии Чингисхана в Польшу и осаде Кракова, в фильме сыграли главные роли Джек Пэланс и Анита Экберг. Затем последовала ещё одно итало-французская историческая приключенческая лента «Пират Морган» (1960) о валлийском пирате, сражающемся с флотами Британии и Испании в Карибском море. В том же году Де Тот поставил шпионскую драму времён Холодной войны «Человек на верёвочке» (1960) с Эрнестом Боргнайном в главной роли.
После этого Де Тот анонимно работал консультатнтом на приключенческом историческом фильме Дэвида Лина «Лоренс Аравийский» (1962). Конкретный его вклад в этот фильм не вполне ясен, по словам Де Тота, он «подобрал натуру», но намекал и на то, что отснял некоторый материал, хотя какая часть его работы попала в окончательный вариант фильма, не известно. После почти что рокового несчастного случая во время катания на лыжах в 1964 году, Де Тот стал работать значительно меньше. Де Тот работал над сценарием и выступил в качестве исполнительного продюсера шпионского триллера «Мозг на миллиард долларов» (1967), который поставил Кен Расселл для бондовского продюсера Гарри Зальцмана.
Заменив Рене Клемана, Де Тот поставил хороший экшн времён Второй мировой войны «Грязная игра» (1968) с Майклом Кейном в главной роли. После этого Де Тот в основном завершил свою работу как кинорежиссёр.
Де Тот выступил продюсером приключенческого исторического экшна «Кондор» (1970) и затем оказывал анонимную помощь в нескольких проектах, включая постановку эпизодов с полётами для «Супермена» (1978) и как доработчик сценария исторической военной драмы «Лев Пустыни» (1981). Это были его последние работы в кино.

## Признание
Вклад Де Тота в кино был признан в 1995 году, когда ему была присуждена премия за достижения на протяжении жизни от Ассоциации кинокритиков Лос-Анджелеса и публикации его автобиографии «Фрагменты: портреты изнутри», а также книги интервью «Де Тот о Де Тоте» Энтони Слайда.

## Личная жизнь
Де Тот был женат семь раз и в качестве отца и отчима имел 19 детей
.
Его наиболее знаменитой женой была кинозвезда Вероника Лейк, на которой он был женат с 1944 по 1952 год. У них было двое детей: сын Андре Энтони Майкл Де Тот (1945—1991) и дочь Диана Де Тот (1948).
Андре Де Тот умер 27 октября 2002 года от аневризмы.

## Избранная фильмография
- 1943 — Паспорт в Суэц / Passport to Suez
- 1944 — Никто не избежит / None Shall Escape
- 1944 — Тёмные воды / Dark Waters
- 1947 — Шомпол / Ramrod
- 1947 — Другая любовь / The Other Love
- 1948 — Западня / Pitfall
- 1949 — Ураган Слэттери / Slattery’s Hurricane
- 1951 — Человек в седле / Man in the Saddle
- 1952 — Карсон-сити / Carson City
- 1952 — Винтовка Спрингфилда / Springfield Rifle
- 1953 — Последний из команчей / Last of the Comanches
- 1953 — Дом восковых фигур / House of Wax
- 1953 — Гром над равниной / Thunder Over the Plains
- 1953 — Незнакомец с револьвером / The Stranger Wore a Gun
- 1954 — Танганьика / Tanganyika
- 1954 — Волна преступности / Crime Wave
- 1954 — Охотник за головами / The Bounty Hunter
- 1955 — Охранник дилижансов / Riding Shotgun
- 1955 — Индейский воин / The Indian Fighter
- 1957 — Обезьяна на моей спине / Monkey on My Back
- 1957 — Скрытый страх / Hidden Fear
- 1958 — Двуголовый шпион / The Two-Headed Spy
- 1959 — День преступника / Day of the Outlaw
- 1960 — Пират Морган / Morgan il pirata
- 1961 — Монголы / I mongoli
- 1960 — Человек на верёвочке / Man on a String
- 1968 — Грязная игра / Play Dirty